# Bukit Sari (Kaba Wetan)
Bukit Sari is een bestuurslaag in het regentschap Kepahiang van de provincie Bengkulu, Indonesië. Bukit Sari telt 464 inwoners (volkstelling 2010).